# Don't ask, don't tell

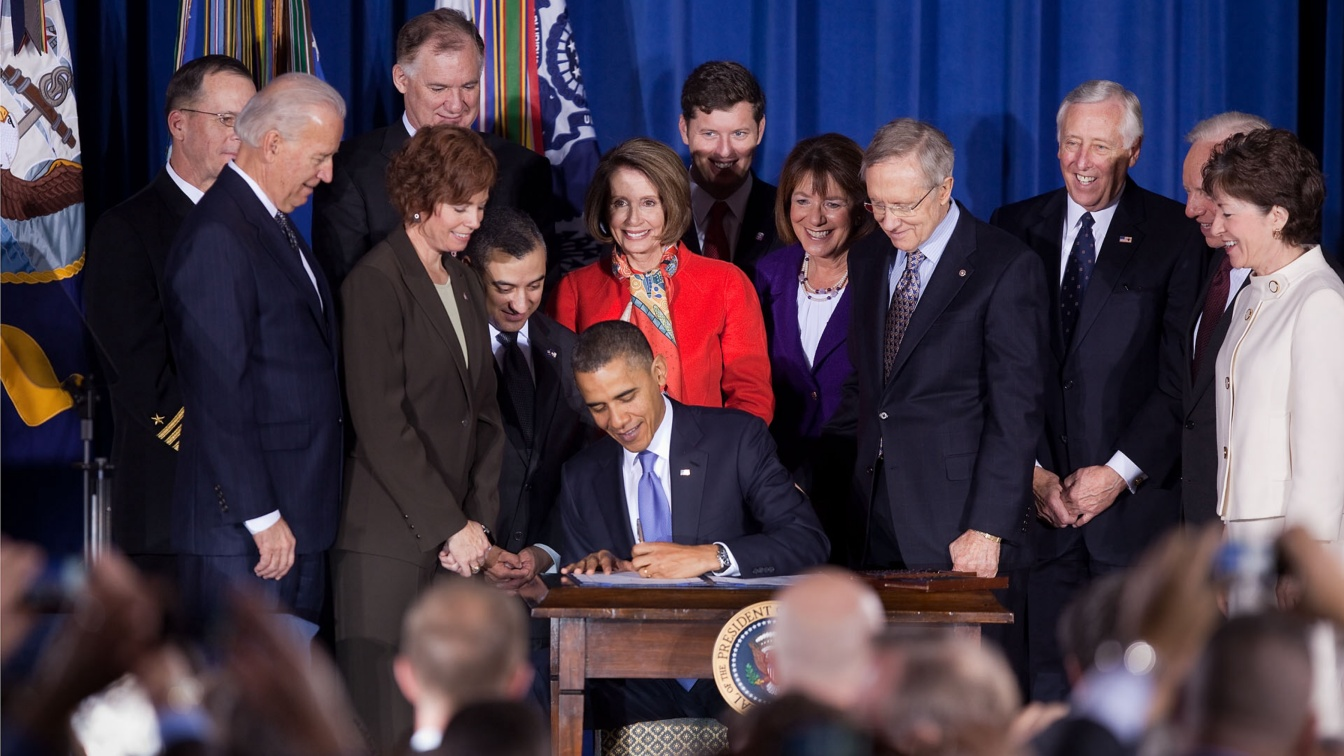
El presidente Barack Obama firma la derogación de la ley «Don't Ask, Don't Tell», el 22 de diciembre de 2010, en el Departamento del Interior (Washington D. C.)

No preguntes, no digas o Prohibido preguntar, prohibido decir (en inglés Don't ask, don't tell) es la expresión con la que se conoce popularmente la política oficial sobre homosexualidad y bisexualidad de las fuerzas armadas de los Estados Unidos desde 1994 hasta 2011, establecida por la legislación federal (10 U.S.C. § 654). Su revocación fue aprobada por la Cámara de Representantes el 16 de diciembre de 2010 y por el Senado de Estados Unidos el 18 de diciembre siguiente; sancionada por el presidente Barack Obama el 22 de diciembre de 2010; y aplicada a partir del 20 de septiembre de 2011.

## Objetivo de la ley
La ley prohibía a cualquier homosexual o bisexual revelar su orientación sexual o hablar de cualquier relación homosexual, incluyendo matrimonios o lazos familiares, mientras estuviesen sirviendo en el ejército, a menos que se produjera alguna de las excepciones establecidas en el apartado 10 U.S.C. § 654 (b). Por otra parte «no preguntar» implicaba la prohibición para los superiores de iniciar cualquier indagación o investigación sobre la orientación sexual de los miembros en servicio si no se exhibe el comportamiento prohibido.
La ley prohibía a cualquiera que «manifieste su tendencia o intente mantener prácticas homosexuales» servir en las fuerzas armadas de los Estados Unidos, porque «podría crear un riesgo inaceptable para los altos estándares morales, el buen orden y disciplina, y la cohesión de la unidad que es la esencia de la capacidad militar».

## Modificación
Esta política se introdujo por haber sido un compromiso electoral de Bill Clinton durante la campaña presidencial de 1992, que prometió que se permitiría a todos los ciudadanos fuera cual fuera su orientación sexual servir en el ejército, ya que hasta entonces había una completa prohibición para los que no fueran heterosexuales. La ley fue elaborada por Colin Powell y fue mantenida por las administraciones siguientes (el segundo período presidencial de Clinton, los dos períodos de George W. Bush y el primero de Barack Obama).

La orientación sexual no será una prohibición para servir en el servicio a menos que se manifieste la conducta homosexual. El ejército despedirá a los miembros que participen en conducta homosexual, que es definida como actos homosexuales, afirmar que el miembro es homosexual o bisexual, o casarse o intentar casarse con alguien de su mismo género.
«Nueva política guía del Pentágono sobre homosexuales en el ejército», The New York Times (20 de julio de 1993), p.A14.

Debido a la presión de la opinión pública no se despenalizó la homosexualidad en las fuerzas armadas, se mantuvo la prohibición pero se garantizó que no se producirían indagaciones en el proceso de reclutamiento ni posteriormente. Básicamente hace innecesario tener que mentir para ingresar y seguir en el ejército, pero obliga a mantener en secreto la orientación sexual y cualquier relación homosexual.

## Historia
Durante la guerra de independencia se castigaba la sodomía, entonces definida como sexo oral o anal, con la expulsión deshonrosa. El primer registro de tal expulsión es de 1778, cuando el teniente Frederick Gotthold Enslin fue expulsado con deshonor, con la aprobación de George Washington, por los cargos de sodomía y perjurio. El código militar siguió manteniendo el delito de sodomía, pero no fue hasta 1942 cuando las fuerzas armadas consideraron apartar totalmente a los homosexuales, por medio de filtros en el proceso de reclutamiento e investigaciones internas. Así todo aquel acusado de ser gay o bisexual era objeto de sanción por la ley de sodomía y expulsado con deshonor por medio de la sección 8 del código militar, sin recibir ninguno de los beneficios estipulados para los veteranos.
Las cifras sobre eficacia del proceso de segregación durante el reclutamiento desde los años 1940 hasta los años 1980 todavía se discute, algunos hombres fingieron ser homosexuales durante la guerra de Vietnam para librarse de pertenecer al contingente y muchos homosexuales lograron eludir el filtro mintiendo. Por ejemplo, lo hizo en los años 1950 el médico Tom Dooley que se hizo famoso por su labor anticomunista y humanitaria en Vietnam. Su homosexualidad era un secreto a voces y, finalmente, fue obligado a dimitir. 
La armada encargó un primer estudio oficial sobre orientación sexual y las regulaciones navales. El informe presentado en 1957 titulado Informe de a bordo designado para preparar y presentar recomendaciones al secretario de la armada para la revisión de las políticas, procedimientos y directivas que atañen a los homosexuales, más conocido como el informe Crittenden, develaba que los identificados como gais no presentaban más riesgo para la seguridad que los identificados como heterosexuales, y no encontró indicios racionales para excluirlos de la armada, aunque no recomendó ningún cambio en las regulaciones debido a la moralidad de la sociedad.
Además de las normas oficiales, los gais fueron a menudo objeto de varios tipos de acoso por parte de sus compañeros de servicio con objeto de hacerles abandonar el ejército o que se delatasen ellos mismos a los investigadores. El más infame de este tipo de acosos era el denominado blanket partie (fiesta de la manta), que consistía en que durante la noche en los barracones un individuo tapaba la cabeza de la víctima con una manta mientras otros le golpeaban, a menudo brutalmente y con consecuencias fatales, como por ejemplo ocurrió en el caso del oficial de telecomunicaciones de tercera clase de la armada Allen R. Schindler, Jr., asesinado por su compañero de barco Terry M. Helvey, con la ayuda de un cómplice, citado por el presidente Clinton cuando se aprobó la norma del Don't Ask, Don't Tell. Posteriormente a esta reforma se introdujo otra, la «don't pursue, don't harass» (no persigas, no acoses) prohibiendo oficialmente este tipo de comportamiento, pero, según algunos informes, este tipo de prácticas no se ha erradicado.
La presión sobre los homosexuales también variaba en función de la necesidad de personal. Así, en tiempos de guerra se flexibilizaban las normas. Hasta 1981 existió en todos los cuerpos de las fuerzas armadas la regla denominada «queen for a day» (reina por un día) que permitía, discrecionalmente, permanecer en el ejército a aquel acusado de homosexualidad que afirmara que solo ocurrió una vez. Casos como estos se dieron especialmente durante la guerra de Vietnam.
Durante los años 1970 hubo muchos recursos en los tribunales cuestionando las regulaciones sobre homosexualidad del ejército con cierto éxito, especialmente cuando el demandante había sido abierto sobre su homosexualidad desde el principio o a raíz de aplicarse la regla «queen for a day». En consecuencia, en 1981, el Departamento de Defensa estableció una nueva regulación sobre la homosexualidad destinada a rechazar las apelaciones en los tribunales, por medio de regulaciones y argumentos uniformes y claros que hicieran de la condición de homosexual una causa justificable de expulsión del ejército (Directiva DOD 1332.14 (Listado de separaciones administrativas), enero de 1981):

La homosexualidad es incompatible con el servicio militar. La presencia en el ámbito militar de personas que mantienen conducta homosexual o que por sus afirmaciones, demuestra propensión a la conducta homosexual, afecta seriamente el cumplimiento de la misión militar. La presencia de tales miembros afecta adversamente la capacidad de mantener la disciplina en las fuerzas armadas, al buen orden, y la moral; al fomento de la mutua confianza y seguridad entre las tropas; a la integridad del sistema de rangos y mando; a la asignación y despliegue mundial de los miembros del servicio que frecuentemente deben vivir y trabajar en condiciones próximas con mínima intimidad; al reclutamiento y conservación de los miembros de las fuerzas armadas; al mantenimiento de la aceptación pública del servicio militar; y para evitar brechas en la seguridad.

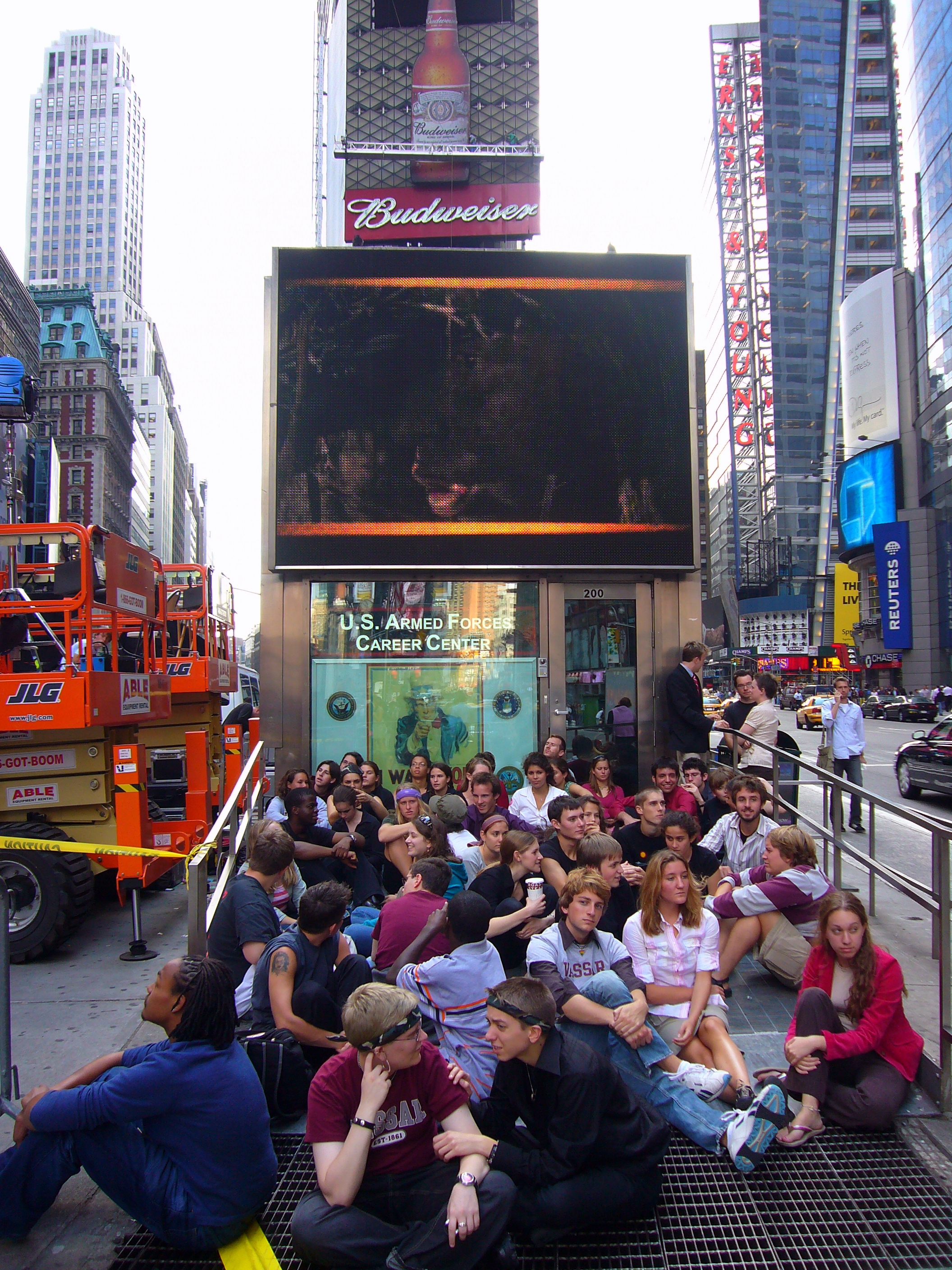
Manifestación contra «Don't Ask, Don't Tell», frente al centro de reclutamiento militar de Times Square en Nueva York

La directiva justificaba la política de expulsión y eliminaba la regla de «queen for a day» que había favorecido las demandas contra las fuerzas armadas. Asimilaba la homosexualidad con otras incapacidades para el servicio lo que originaba que la expulsión del servicio dejara de ser con deshonor y pasara a ser por una licencia con honores. Esta norma también fue objeto de numerosas demandas judiciales, aunque el tribunal supremo de los Estados Unidos rechazó valorar su constitucionalidad, prefiriendo que lo trataran cortes menores y que el congreso se pronunciara sobre el asunto. 
En los año 1980 varios de los candidatos demócratas a la presidencia expresaron su interés en cambiar las normas referentes a la homosexualidad en las fuerzas armadas, y como la mayoría de la sociedad había cambiado su opinión sobre la homosexualidad empezó a mostrar su apoyo a que los homosexuales estuvieran en las fuerzas armadas, considerando las investigaciones sobre la orientación sexual de los soldados como cazas de brujas. El tema de los gais en el ejército se convirtió en un asunto de campaña en las elecciones presidenciales de 1992, cuando Clinton prometió que eliminaría esta prohibición del ejército.
En 1992 el Consejo General de los Estados Unidos realizó un informe titulado Gestión de Fuerzas de defensa: Política del DOD sobre homosexualidad. GAO/NSAID-92-98, que resumía las políticas de la directiva DOD sobre homosexualidad y sus razones. El informe también incluía citas de un estudio previo no publicado de 1988 sobre la DOD que llegaba a conclusiones similares a las del informe Crittenden de 1957. En 1993 los dos informes se publicaron junto con los argumentos de un general de las fuerzas armadas defendiendo las tesis de la directiva DOD en contra del levantamiento del veto.
La oposición en el congreso al levantamiento de la prohibición fue liderada por el senador demócrata de Georgia Sam Nunn que organizó varias vistas en el congreso donde se defendía la posición del ejército para mantener el veto de la directiva de 1981. Mientras que el apoyo del congreso a la reforma liderada por el congresista, también demócrata, Barney Frank de Massachusetts, que luchó por un compromiso, y el senador republicano retirado Barry Goldwater, que argumentó para la completa retirada de la prohibición. Tras el bloqueo de las líneas telefónicas del congreso por llamadas de gente que se oponía a la retirada de la prohibición, el presidente Clinton dio un paso atrás en su promesa electoral de levantar totalmente el veto a los homosexuales en las fuerzas armadas. Al final se aprobó un compromiso intermedio la «Don't Ask, Don't Tell». Oficialmente las prácticas homosexuales siguen prohibidas pero el compromiso dicta que el ejército dejaría de preguntar en el proceso de reclutamiento por la orientación sexual y se comprometía a no investigar la vida sexual privada de los soldados. Y, por su parte, los homosexuales tienen la obligación de no realizar prácticas sexuales durante su servicio, no revelar su condición sexual o hacer nada que la devele, como casarse con alguien de su mismo sexo; si lo incumplen serían licenciados.
El 13 de septiembre de 2005 el Centro de estudio de las minorías sexuales en el ejército un think tank de la Universidad Santa Bárbara sacó la noticia de que existía una norma de FORSCOM de 1999 (Regulation 500-3-3) que permitía en el despliegue de reservistas del ejército y tropas de la guardia nacional seguir en activo a los que digan ser gais o sean acusados de ser gais. El portavoz de las fuerzas armadas Kim Waldron posteriormente confirmó la existencia de la norma indicando que se intentaba prevenir que los reservistas y los miembros de la guardia nacional escaparan del combate fingiendo ser gais.
La norma «Don't ask, don't tell» ha sido llevada a las cortes federales cinco veces, y en el tribunal supremo en el caso Rumsfeld v. Forum for Academic and Institutional Rights, mantuvo por unanimidad que el gobierno federal no podía retener los fondos de las universidades para forzarlas a aceptar reclutadores militares, éstas adujeron políticas de no discriminación.
En 1993 el Instituto nacional para investigación de la defensa de la corporación Rand publicó Orientación sexual y política sobre personal militar de EEUU: Opciones y evaluación, preparado para la oficina del secretario de defensa. donde se analiza la vida de los soldados y se evalúa la repercusión de la normativa y se compara con otros ejércitos.

## Derogación

El senado aprobó la revocación por 65 a 31, con todos los demócratas (excepto una abstención) y 8 republicanos a favor.
Ambos votaron «sí»
Uno «sí», el otro no votó
Uno «sí», el otro «no»
Uno «no», el otro no votó
Ambos votaron «no»
Ambos no votaron

El 10 de octubre de 2009 el presidente Barack Obama anunció en un discurso para Human Rights Campaign que acabaría con esta norma. Tras dos intentos frustrados de revocar la ley el 21 de septiembre y el 9 de diciembre, por la oposición de los republicanos, liderados por el senador John McCain, el Senado de Estados Unidos revocó la ley por 65 votos contra 31 el 18 de diciembre de 2010. Dos días antes, la Cámara de Representantes, 250 votos a favor y 175 en contra, había aprobado levantar el veto a los homosexuales.
Obama firmó la derogación el 22 de diciembre de 2010. Días antes de la derogación, y conocida la postura de la Cámara de Representantes y el Senado, declaró:

A partir de ahora, no tendremos que pedir a miles de personas que vivan una mentira para servir al país que tanto aman. [...] El sacrificio, el valor y la integridad ya no vendrán determinados por la identidad sexual, como no vienen determinados por la raza o el género.

El secretario de Defensa, Robert Gates, aseguró que la administración trabajaría con «precaución, método, aunque con resolución» en aplicar la derogación.
Dos meses antes, en octubre, una encuesta oficial del Pentágono había revelado que dos tercios de los militares estadounidenses estaba de acuerdo con que los gays y lesbianas prestaran servicio sin ocultar su orientación sexual, al tiempo que una juez de Virginia había ordenado al ejército suspender la aplicación de la ley después de declararla inconstitucional por violar la Primera y la Quinta enmienda de la Constitución de los Estados Unidos.

## Opinión pública
Las encuestas han mostrado que la mayoría de la población de los Estados Unidos está a favor de permitir que los homosexuales sirvan abiertamente en los ejércitos. Un sondeo nacional realizado en mayo de 2005 por el Boston Globe mostró que el 79% de los encuestados no tenía nada en contra de que las personas abiertamente homosexuales sirvieran en el ejército. En 2008 una encuesta conjunta de Washington Post–ABC News mostraba que el 75% de los estadounidenses – el 80% de los demócratas, 75% de los independientes y el 66% de los republicanos – contestó que debería estar permitido servir en el ejército a los homosexuales. En cambio los militares siguen estando en contra. Una encuesta de 2006 de Zogby International entre miembros de las fuerzas armadas encontró que sólo el 26% estaba a favor del servicio de gais y lesbianas en el ejército, mientras que el 37% apoyaban la prohibición.

## Estadísticas
Las estadísticas del número de personas expulsadas del ejército por homosexualidad, según años fiscales, desde que se introdujo la norma en 1993 son:
| Año   | Guardacostas | Marines | Armada | Ejército de tierra | Fuerza aérea | Total  |
| ----- | ------------ | ------- | ------ | ------------------ | ------------ | ------ |
| 1994  | 0            | 36      | 258    | 136                | 187          | 617    |
| 1995  | 15           | 69      | 269    | 184                | 235          | 772    |
| 1996  | 12           | 60      | 315    | 199                | 284          | 870    |
| 1997  | 10           | 78      | 413    | 197                | 309          | 1007   |
| 1998  | 14           | 77      | 345    | 312                | 415          | 1163   |
| 1999  | 12           | 97      | 314    | 271                | 352          | 1046   |
| 2000  | 19           | 104     | 358    | 573                | 177          | 1231   |
| 2001  | —            | —       | —      | —                  | —            | 1273   |
| 2002  | —            | —       | —      | —                  | —            | 906    |
| 2003  | —            | —       | —      | —                  | —            | 787    |
| 2004  | 15           | 59      | 177    | 325                | 92           | 668    |
| 2005  | 16           | 75      | 177    | 386                | 88           | 742    |
| 2006  | —            | —       | —      | —                  | —            | 612    |
| 2007  | —            | —       | —      | —                  | —            | 627    |
| 2008  | —            | —       | —      | —                  | —            | 619    |
| Total | 113          | 655     | 2.626  | 2.583              | 2.139        | 12.961 |

## Impacto económico
En febrero de 2005, la Government Accountability Office (oficina de contabilidad gubernamental, GAO) hizo público los costes estimados de la norma. Avisando que la cantidad pudiera ser demasiado baja, la GAO informó del gasto de USD 95,4 millones en costes de reclutamiento y que 95,1 millones de entrenamiento para reemplazar a los 9.488 soldados licenciados desde 1994 hasta 2003.
En febrero de 2006, una comisión informal de la Universidad de California en la que estaban Lawrence Korb, un antiguo ayudante del secretario de defensa durante la administración Reagan, el antiguo secretario de defensa William Perry de la administración Clinton y profesores de West Point concluyó que el cálculo debía estar más próximo a USD 363 millones, incluyendo 14,3 millones por los «viajes de separación» una vez que el miembro es expulsado, 17.8 millones para oficiales de entrenamiento, 252,4 millones por entrenamiento y 79.3 millones por costes de reclutamiento. La informe de la comisión afirmaba que la GAO no tomó en cuenta los valores de las pérdidas militares de los departamentos.

## Opiniones de personalidades

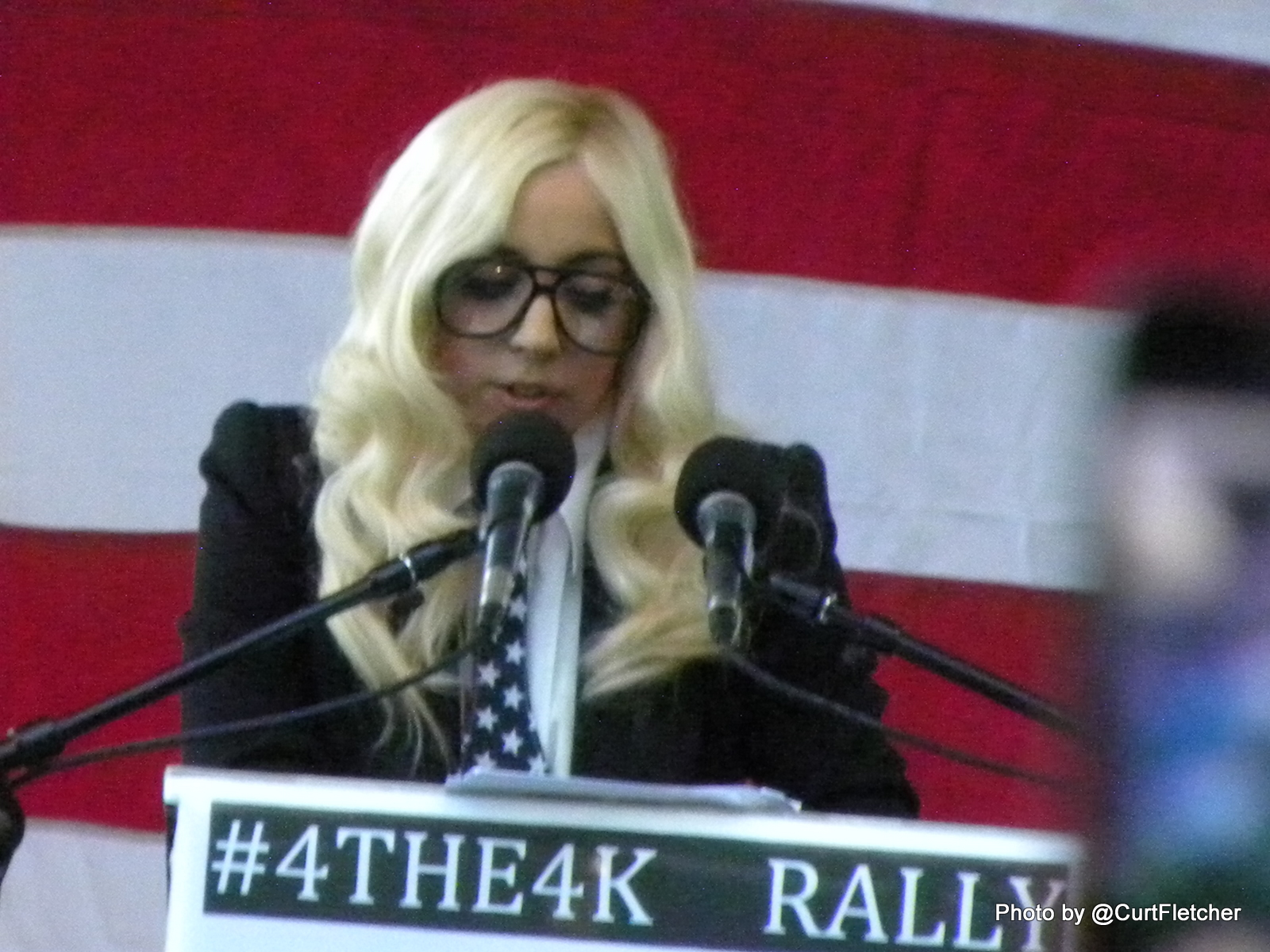
Lady Gaga habló sobre la política del Don't ask, don't tell en 2010.

La cantante estadounidense Lady Gaga abogó el 16 de septiembre de 2010 por los derechos de los soldados gais y lesbianas en un video de YouTube. En el video, la artista pide al Senado estadounidense votar el martes contra toda discriminación de los homosexuales en las Fuerzas Armadas. Agregó que desde la aprobación de la ley «Don't Ask, Don't Tell» en 1993, unos 14 mil soldados debieron abandonar su carrera militar por su orientación sexual.
La ley permite a los homosexuales ser militares mientras no revelen su condición sexual. La cantante denunció que, en la práctica, hay oficiales prejuiciosos que intervienen correos electrónicos y consultan a las familias por la orientación sexual de sus hijos. Esto es inconstitucional, según la estrella.
Además de eso, la cantante llegó a la entrega de premios MTV Video Music Awards 2010 acompañada de unos soldados que habían sido expulsados debido a su Homosexualidad. En la entrevista que tuvo con la humorista Ellen DeGeneres sorprendió a todos cuando llegó con un vestido confeccionado totalmente de carne cruda, llamado "The Meat Dress" con el cual declaró: «si no defendemos lo que creemos y si no luchamos por nuestros derechos, muy pronto vamos a tener tantos derechos como los carne en los huesos. Y, no soy un pedazo de carne».